# Руська коса
Руська коса — коса, смуга мілини на лівому березі Бузького лиману в течії між Миколаєвом та Очаковом. Коса розташована за 28 км на південь від Миколаєва, на північний схід від села Лимани. 
Назва коси походить від розташування — «на руській стороні» Бузького лиману; на протилежній від Руської коси стороні лиману розташована Волоська коса. 

## Історія
Власне, Руський перевоз у гирлі Бугу знає ще комісія з встановлення кордону між Короною Польською з Великим князівством Литовським і Османською імперією восени 1542 р. (див. Bibl. Czart. Naruszewicz teka. T.59, nr 178). Руська коса була місцем переправи військ шведського короля Карла XII і гетьмана Івана Мазепи через Бузький лиман в липні 1709 р.